# 정희왕후
정희왕후 윤씨(貞熹王后 尹氏, 1418년 12월 25일 (음력 11월 11일) ~ 1483년 5월 15일 (음력 3월 30일))는 조선 세조의 왕비이다. 시호는 자성흠인경덕선열명순원숙휘신혜의신헌정희왕후(慈聖欽仁景德宣烈明順元淑徽愼惠懿神憲貞熹王后)이다.
1469년부터 1476년까지 손자 성종 대신 섭정을 하였다.
충청남도 출신으로 파평부원군 정정공 윤번(坡平府院君 貞靖公 尹璠)의 딸로, 본관은 파평(坡平)이다. 조선 최초로 대왕대비의 칭호를 받았고, 또한 조선 최초로 수렴청정을 한 왕후이면서, 후에 문정왕후, 정순왕후, 순원왕후, 신정왕후와 더불어서 수렴청정을 하는 동안 가장 강력한 정치를 한 인물이기도 하다. 또한 증손자인 중종의 계비 장경왕후는 그의 오빠 윤사분의 증손녀로 종증손녀였으며, 문정왕후와 인종의 후궁 숙빈 윤씨는 남동생 윤사흔의 후손들이었다.

## 생애

### 부부인과 왕비
정희왕후는 판중추부사 윤번의 딸로 1418년 강원도 홍천현 에서 태어났으며, 1428년 세종의 적차남 진양대군(수양대군, 세조)과 혼인한 뒤 삼한국대부인(三韓國大夫人)에 봉해졌다.
소생으로는 훗날 덕종에 추존된 의경세자, 예종, 의숙공주가 있다. 1453년 계유정난 당시 정보 누설로 수양대군이 거사를 망설이자 손수 갑옷을 입혀 그에게 용병을 결행하게 하였다고 한다.
세조가 즉위하면서 왕비에 책봉되었다.

### 최초의 수렴청정
정희왕후는 여장부 기질을 가진 여인으로 알려져 있으며, 세조가 승하하고 예종이 즉위한 뒤 왕대비가 되었고, 예종이 즉위 1년 만에 갑작스레 병으로 승하하자 당일 바로 한명회와 결탁하여 둘째 손자 자을산군을 왕위에 올린 뒤 자신은 왕실 최고 어른인 대왕대비로서 조선 최초의 수렴첨정을 하였다. 여기서 수렴청정은 역사드라마에서 보는 것과는 달리 어린 왕의 뒤에서 발을 치고 말하는 것이 아니라, 왕이 신하들과 토론한 내용을 말하면 정희왕후가 적절한 조언을 주는 방식의 정치를 말한다.

### 생애 후반
예종이 갑자기 죽었을 때 그의 아들 원자가(제안대군) 있었으나 나이가 너무 어리다는 이유로 그녀는 왕위를 넘겨주지 않았으며, 의경세자에게도 큰아들인 월산대군이 있었으나 자을산군을 즉위시킨 것은 정희왕후 개인의 결단에 의한 것이었다.
섭정 당시에 그녀의 과단성이 있는 성격과 훌륭한 정치적 감각 덕분에 조정은 평화로워 안정기를 구가하였다고 한다. 사극에서 손주며느리인 폐비 윤씨를 옹호하는 모습과는 달리, 실제로는 윤씨가 불순한 행실로 정희왕후의 눈 밖에도 나 이후 성종, 인수대비와 폐출, 사사를 적극 주도했다. 
또한, 그녀는 자칫 혼란에 빠질 조선을 큰 결단을 내려 비교적 안정적인 정국을 맞았지만, 개인으로서는 불행히도 죽기 전 세 자식을 모두 앞세웠다. 1483년(성종 14년) 음력 3월 30일 온양 행궁에서 승하하였다. 능은 경기도 남양주시 진접읍 부평리에 위치한 광릉(光陵)으로, 남편 세조의 능과는 동원이강(同原異岡)의 형태를 이루고 있다.

## 가족 관계
| 조선의 왕비 | 정희왕후 윤씨 貞熹王后 尹氏 | 출생                                                    | 사망                                                                |
| 조선의 왕비 | 정희왕후 윤씨 貞熹王后 尹氏 | 1418년 12월 23일 (음력 11월 11일) 조선 강원도 홍천 공아 | 1483년 5월 15일 (음력 3월 30일) (64세) 조선 충청도 아산현 온양 행궁 |

|    |                                     | 본관 | 생몰년          | 부모                              | 비고 |
| -- | ----------------------------------- | ---- | --------------- | --------------------------------- | ---- |
| 부 | 파평부원군 윤번 坡平府院君 尹璠     | 파평 | 1384년 - 1448년 | 윤승례 尹承禮 안동 권씨 安東 權氏 |      |
| 모 | 흥녕부대부인 이씨 興寧府大夫人 李氏 | 인천 | 1383년 - 1456년 | 이문화 李文和 충주 최씨 忠州 崔氏 |      |

| 조선 제7대 국왕 | 세조 世祖 | 출생 | 1417년 11월 2일 (음력 9월 24일) 조선 한성부 본궁              |
| 조선 제7대 국왕 | 세조 世祖 | 사망 | 1468년 9월 23일 (음력 9월 8일) (50세) 조선 한성부 수강궁 정전 |

| 작호 | 작호                                              | 이름  | 생몰년          | 배우자                                                  | 비고                                                  |
| ---- | ------------------------------------------------- | ----- | --------------- | ------------------------------------------------------- | ----------------------------------------------------- |
| 장남 | 의경세자 懿敬世子 덕종대왕 德宗大王 도원군 桃源君 | 장 暲 | 1438년 - 1457년 | 소혜왕후 한씨 昭惠王后 韓氏 인수대비 仁粹大妃           | 제9대 국왕 성종의 생부 성종 6년(1475년) 덕종으로 추존 |
| 장녀 | 의숙공주 懿淑公主                                 |       | 1441년 - 1477년 | 하성위 정현조 河城尉 鄭顯祖                             |                                                       |
| -    | 공주                                              | 미상  |                 |                                                         |                                                       |
| 차남 | 예종대왕 睿宗大王 해양대군 海陽大君               | 황 晄 | 1450년 - 1469년 | 장순왕후 한씨 章順王后 韓氏 안순왕후 한씨 安順王后 韓氏 | 제8대 국왕                                            |

| 의경세자                            | 의경세자          | 의숙공주 | 예종                                | 예종                                |
| ----------------------------------- | ----------------- | -------- | ----------------------------------- | ----------------------------------- |
| 월산대군 月山大君 성종대왕 成宗大王 | 명숙공주 明淑公主 | -        | 인성대군 仁城大君 제안대군 齊安大君 | 현숙공주 顯肅公主 혜순공주 惠順公主 |

## 정희왕후가 등장하는 작품

### 드라마
- 《설중매》 (MBC, 1984년~1985년, 배우:정혜선)
- 《파천무》 (KBS, 1990년, 배우:최란)
- 《한명회》 (KBS, 1994년, 배우:홍세미)
- 《왕과 비》 (KBS, 1998년~2000년, 배우:한혜숙)
- 《왕과 나》 (SBS, 2007년~2008년, 배우:양미경)
- 《공주의 남자》 (KBS, 2011년, 배우:김서라)
- 《인수대비》 (JTBC, 2011년~2012년, 배우:김미숙)
- 《대군-사랑을 그리다》 (TV조선, 2018년, 배우:류화영)

### 소설
- 《여걸 정희왕후》 황천우, 파란나비, 2007, ISBN 8995852224

## 정현왕후, 장경왕후, 문정왕후, 숙빈윤씨와의 관계
정현왕후, 문정왕후, 장경왕후, 숙빈 윤씨는 모두 고려 군부판서(軍簿判書) 영평군(鈴平君) 윤척의 후손들로, 윤척의 다섯 아들 중 셋째 문하평리 윤승순과 다섯째 아들 판도판서 윤승례의 후손들이다.
성종의 제2계비 정현왕후는 윤승순의 4대손으로, 윤곤의 후손이다. 윤곤-윤삼산-윤호-정현왕후로 가계가 이어진다. 윤곤은 세조의 장인인 윤번의 4촌 형이자 정희왕후의 당숙이 되며, 윤호는 윤번의 재종손이자 정희왕후의 재종질이 된다. 윤곤의 둘째 아들이자 윤삼산의 형인 윤희제의 손자(윤곤-윤희제-윤은-윤사로)는 윤사로로, 윤사로는 성종계비 정현왕후와 윤은로, 윤탕로 남매 및 윤필상의 6촌 형님이 된다. 당숙인 윤호와 비슷한 또래였던 윤사로는 일찍이 세종의 서녀인 정현옹주와 혼인하여 부마 영천위가 되었다.
정희왕후는 윤승례의 손녀로 좌의정 윤번의 딸이다. 윤번은 윤곤의 사촌 아우이자 윤호의 재종조부가 된다. 중종의 제1계비 장경왕후는 윤승례의 5대손으로 윤번의 4대손이다. 정희왕후의 오빠인 윤사분의 가계로 윤번-윤사분-윤보-윤여필-장경왕후, 윤임 남매로 이어진다. 또한 윤임 사사 때 유배된 윤여해는 윤여필의 동생이다.
중종의 제2계비 문정왕후와 인종의 후궁 숙빈 윤씨는 윤번의 아들이자 정희왕후의 남동생이며 윤사분의 동생인 윤사흔의 후손들이다. 윤번-윤사흔-윤계겸-윤욱-윤지임-문정왕후, 윤원형, 윤원로, 윤원량 남매로 이어진다. 또한 숙빈 윤씨는 윤원량의 딸이다. 중종의 제1계비 장경왕후와 제2계비 문정왕후는 9촌 숙질간이며, 인종의 후궁 숙빈 윤씨는 문정왕후의 친정조카이자 시어머니 되는 장경왕후의 10촌 종손녀가 된다.
또한 중종의 제1계비 장경왕후는 성종의 제3계비 정현왕후의 11촌 조카가 되며 제2계비 문정왕후는 정현왕후의 12촌 손녀뻘이 된다. 숙빈 윤씨는 정현왕후에게는 족증손 뻘이 된다. 세종의 사위인 윤사로 장경왕후에게는 11촌 숙부, 문정왕후에게는 12촌 족대부, 숙빈 윤씨에게는 13촌 증대부뻘이 된다.

## 관련 문화재
- 금강경삼가해 권2 (보물 제772-4호) : 세조비(世祖妃) 정희왕후(貞熹王后)의 명으로 성종(成宗) 13 年 (1482년)에 승려 학조(學祖)가 교정 간행하였다.

## 같이 보기
| - 계유정난 - 세조반정 - 윤번 - 폐비 윤씨 - 정현왕후 - 장경왕후 (조선) - 문정왕후 - 숙빈 윤씨 - 소혜왕후 - 한명회 - 한확 - 신숙주 - 노사신 - 권람 | - 온양온천 - 남이 - 세조 - 예종 - 덕종 - 성종 - 귀성군 - 윤사윤 - 윤사분 - 윤여필 |

| 전임 정순왕후 | 조선 역대 왕후 1455년 음력 6월 11일 ~ 1468년 음력 9월 8일 | 후임 안순왕후 (장순왕후) |